# Pars Khodro P.K.
El Pars Khodro P.K. fue un automóvil único fabricado por la firma Pars Khodro, filial de SAIPA, entre los años 2000-2005 usando la carrocería del Renault 5 con la mecánica del Ford Festiva. "P.K" es un acrónimo para Pars Khodro.

## Historia
Tras 24 años de fabricación del Renault 5 como el Sepand en Irán por Pars Khodro, filial que tenía la licencia original, cedida posteriormente a la SAIPA, entre los años 1976 y 2000. Pars Khodro decide actualizar este modelo, en el cual se retiene la carrocería del Renault 5 y se monta la plataforma mecánica del Kia Pride. Posteriormente, la carrocería del Renault 5 es modificada con nuevos detalles y accesorios adicionales, como un sistema de aire acondicionado. El resultado fue el P.K.. Su manufactura se continuó hasta el año 2005, cuando fue reemplazado por el Nuevo P.K.

## Nuevo P.K.
El automóvil "Nuevo P.K." fue producido por la Pars Khodro, con una carrocería de 1.er generación del Renault 5 y la plataforma mecánica del Kia Pride. La producción del Nuevo P.K. comenzó en el año 2005 y se culminó en el año 2013.